# 馬里尼夫卡 (普里莫爾斯克區)
46°49′45″N 36°14′7″E / 46.82917°N 36.23528°E
馬里尼夫卡（烏克蘭語：Маринівка）是位於烏克蘭東南部的村莊，由扎波羅熱州別爾江斯克區的普里莫爾斯克市鎮負責管轄。該村始建於1862年，面積1.93平方公里，海拔高度69米，2001年人口725，人口密度每平方公里374.9人。